# 중앙동 (동두천시)
중앙동(中央洞)은 대한민국 경기도 동두천시에 있는 동이다.

## 개요
중앙동은 동두천시 중앙에 위치하고 시청에서 0.8km 떨어져 있으며, 상권이 집중되어 있는 지역이다. 시 전체 면적의 0.8%인 0.74km2로 대부분이 상업지역이며 일부 주거지역과 시설녹지를 포함하고 있다. 국도 제3호선과 중앙로를 주변으로 상업지역이 분포하고 강변우회도로변으로 일부 주거지역이 분포하며, 동두천시의 번화가로 복합상가 및 주택이 밀집되어 있으며, 상권은 다양하게 형성되어 있으나 다세대 주택 및 아파트등의 신축등이 어렵고 택지개발로 인한 전출 등으로 인구가 점차 감소추세에 있다.

## 법정동
- 생연동

## 교통
- 보산역